# André Lefèbvre
André Lefèbvre (19. srpna 1894 – 4. května 1964) byl francouzský automobilový konstruktér a závodník. Po dokončení studií na Supaéro pracoval v oboru letectví (u Gabriela Voisina). Později přešel do automobilového průmyslu. Počátkem třicátých let pracoval pro automobilku Renault a následně jej najal André Citroën, aby se podílel na návrhu vozu Citroën Traction Avant. U firmy Citroën zůstal i po Citroënově smrti. Později se podílel také na modelech 2CV, DS a H (HY). Sám byl také závodníkem a roku 1927 zvítězil v závodu Rallye Monte Carlo.